# Jean Herbert
Jean Herbert (1897 - 1980) was een Frans Indiakundige.
Jean Herbert is schrijver van een groot aantal werken die gewijd zijn aan het hindoeïsme. In 1946 heeft hij de collectie Spiritualités vivantes (levende spiritualiteit) opgezet bij Éditions Albin Michel.